# Liste der Bodendenkmale in Goseck
In der Liste der Bodendenkmale in Goseck sind alle Bodendenkmale der Gemeinde Goseck und ihrer Ortsteile aufgelistet. Grundlage ist die Veröffentlichung der Landesdenkmalliste mit Stand vom 25. Februar 2016. Die Baudenkmale sind in der Liste der Kulturdenkmale in Goseck aufgeführt.
| Denkmal-ID           | Fundart             | Ortsteil    | Bezeichnung                                   | Zeitstellung          | Lage                                                                                                | Bemerkungen | Bild |
| -------------------- | ------------------- | ----------- | --------------------------------------------- | --------------------- | --------------------------------------------------------------------------------------------------- | --- | ---- |
| 428300034, 428300647 | Grabmal > Grabhügel | Eulau       | Hügelgräbergruppe „Großer Hain“, 11 Grabhügel | Bronzezeit            | OT Eulau 1,3 km südwestlich von Goseck im Wäldchen „Großer Hain“, westlich der Landstr. L205 (Lage) | |      |
| 428300183            | Befestigung > Burg  | Eulau       | Spornburg „Schlößchen“-1                      | Vorrömische Eisenzeit | 1 km südwestlich vom Ort (Lage)                                                                     | Wall-Graben-Struktur in Nord-Süd-Richtung erkennbar,                                                                                        |      |
| 428300165            | Befestigung > Burg  | Eulau       | Spornburg „Schlößchen“-2                      | Vorrömische Eisenzeit | 1,2 km südwestlich vom Ort (Lage)                                                                   | im nördlichen Teil der Anlage relativ gut erkennbar Wallstruktur zentral unterbrochen durch ‚Tor‘, ebenfalls im Norden vorgelagerter Graben |      |
| 428300033            | Befestigung > Burg  | Goseck      | Spornburg „Rindsplan“                         | Mittelalter           | südöstlicher Ortsrand (Lage)                                                                        | |      |
| 428300654            | Befestigung > Wall  | Goseck      | Wallanlage und eigentliches Schloss           | undatiert             | Umgebung vom Schloss Goseck (Lage)                                                                  | Anlage durch Schloss und Gutsbauten überprägt, Wälle oder Graben der ursprünglichen Anlage visuell nicht erkennbar.                         |      |
| 428300049            | Befestigung > Wall  | Goseck      | Kreisgrabenanlage „Sonnenobservatorium“       | Neolithikum           | westlich Ortsrand (Lage)                                                                            | nach Ausgrabungen 2003 als Bodendenkmal rekonstruiert                                                                                       |      |
| 428300653            | Grabmal > Grabhügel | Goseck      | zwei Grabhügel                                | Bronzezeit            | 500 und 800 m südwestlich vom Ort, südlich nahe beim Sportplatz (Lage) 1. Hügel (Lage) 2. Hügel     | |      |
| 428300652            | Befestigung > Burg  | Goseck      | Burganlage                                    | undatiert             | Kiesgrube auf dem Igelsberg ()                                                                      | erweckt den Eindruck einer neolithischen Höhensiedlung                                                                                      |      |
| 428300041            | Grabmal > Grabhügel | Markröhlitz | flache Spornburg mit Grabhügel                | undatiert             | nordöstlicher Ortsrand (Lage)                                                                       | Spornburg mit Grabhügel, Burg als solche kaum erkennbar                                                                                     |      |
| 428300040            | Befestigung > Burg  | Markröhlitz | flache Spornburg mit Grabhügel                | Mittelalter           | nordöstlicher Ortsrand (Lage)                                                                       | Spornburg mit Grabhügel, Burg als solche kaum erkennbar                                                                                     |      |
| ?                    | Befestigung > Burg  | Markröhlitz | Ringwall                                      |                       | 2 km nordwestlich (Lage)                                                                            | In einem Waldstück |      |